# Didbrook
Didbrook är en by i civil parish Stanway, i distriktet Tewkesbury, i grevskapet Gloucestershire i England. Byn är belägen 14 km från Cheltenham. Didbrook var en civil parish fram till 1935 när blev den en del av Stanway och Toddington. Civil parish hade 160 invånare år 1931.